# Dithranol
Le dithranol, appelé anthraline aux États-Unis, est un dérivé de l'anthracène utilisé dans le traitement topique du psoriasis, sous forme de crème, de pommade ou de pâte dosées de 0,1 % à 2 %. Historiquement l'un des premiers traitements contre le psoriasis, il a été retiré de la liste modèle de l'OMS des médicaments essentiels dans sa révision d'avril 2013.
Il s'agit d'un composé synthétique dont le mode d'action contre le psoriasis n'est pas entièrement compris. Il met plus de temps à agir que les stéroïdes glucocorticoïdes, mais ne présente pas le risque de rebond à l'arrêt du traitement. Il ne peut pas être utilisé sur le visage ni sur les organes génitaux. Il peut provoquer localement une sensation d'irritation et de brûlure, ce qu'on peut atténuer en veillant à augmenter progressivement le dosage des formulations appliquées sur la peau. La peau saine environnante peut être protégée avec de la crème de paraffine.
Le dithranol colore la peau avec une teinte jaune-brun réversible mais tache les vêtements de façon indélébile. 